# Aeroporto di Sint Eustatius-F. D. Roosevelt
L'aeroporto di Sint Eustatius-F. D. Roosevelt (IATA: EUX, ICAO: TNCE) è un aeroporto sito sull'isola di Sint Eustatius, nei Paesi Bassi caraibici.
Aperto col nome di "Golden Rock Airport" nel 1946, al 2012 era servito unicamente da velivoli de Havilland Canada DHC-6 Twin Otter, sebbene la pista (lunga 1.300 m e orientata 06/24) fosse omologata per ospitare anche aerei più grandi.
L'aerostazione è pressoché inesistente, con pochissimi servizi e nessuna riserva di carburante
In previsione dell'aumento dei flussi turistici sull'isola, diretti soprattutto al vulcano quiescente Quill Crater e al capoluogo Oranjestad, il governo locale ha stanziato fondi per allungare la pista di 300 m e dotarla di un terminal più moderno.